# Малоплоске
Малопло́ске — село в Україні, у Великоплосківській сільській громаді Роздільнянського району Одеської області. Населення становить 70 осіб.
До 17 липня 2020 року було підпорядковане Великомихайлівському району, який був ліквідований.

## Населення
Згідно з переписом 1989 року населення села становило 103 особи, з яких 39 чоловіків та 64 жінки.
За переписом населення 2001 року в селі мешкало 76 осіб.

### Мова
Розподіл населення за рідною мовою за даними перепису 2001 року:
| Мова       | Відсоток |
| ---------- | -------- |
| російська  | 94,29 %  |
| українська | 4,29 %   |
| молдовська | 1,43 %   |